# Tomasz Franciszek Bartmański

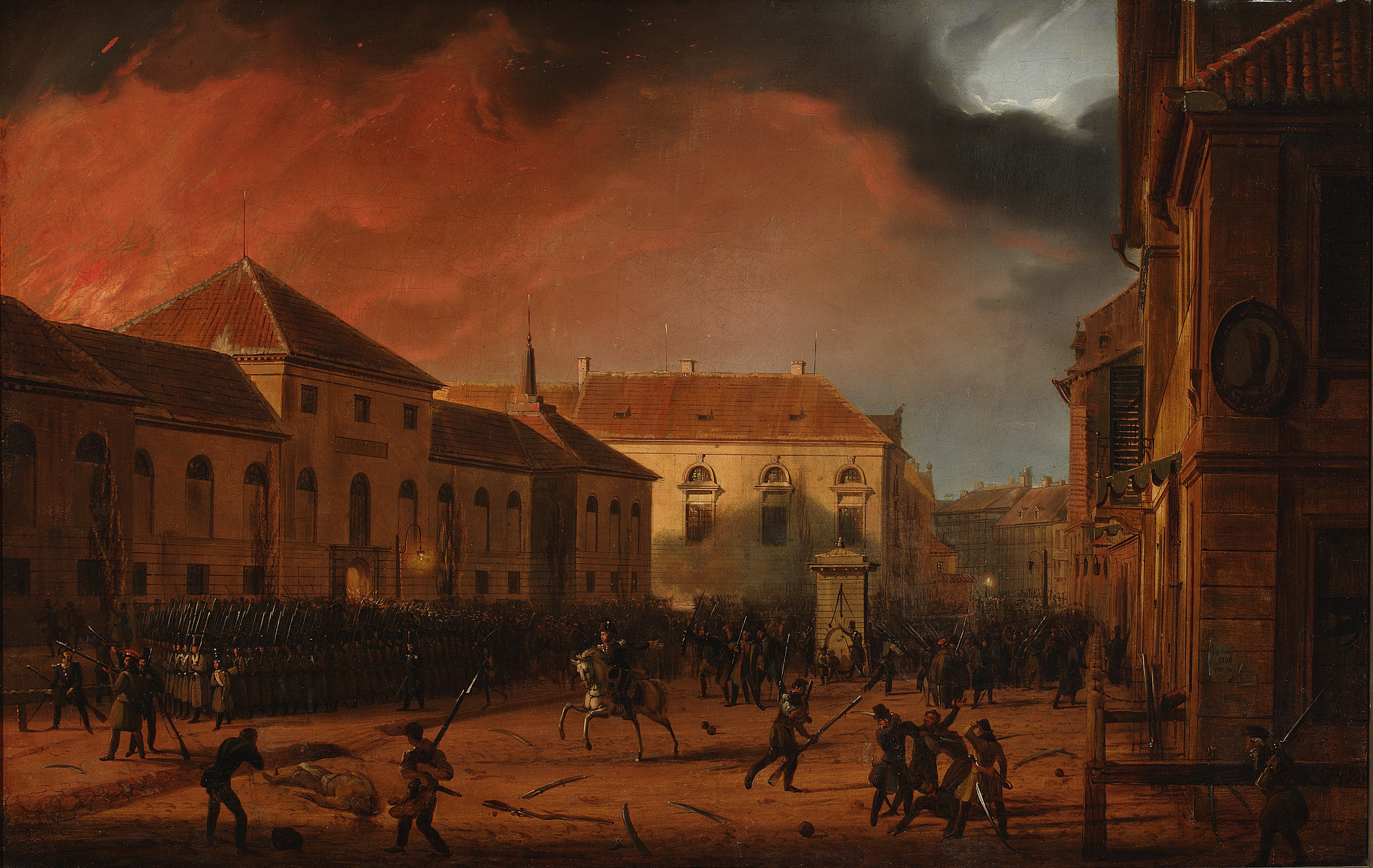
El Levantamiento de noviembre de 1830 por Marcin Zaleski (1796-1877).

Tomasz Franciszek Ksawery Bartmański (Varsovia, 17 de diciembre de 1797 – Tadanie (Óblast de Lviv, Ucrania), 21 de marzo de 1880) fue un destacado ingeniero militar polaco, habitualmente conocido por sus memorias de viaje.
Participó con el grado de subcoronel en el Levantamiento de noviembre de 1830 contra el zar de Rusia. Exilado desde 1832 en Francia, trabajó en diversos proyectos en este país, especialmente en viarios y puentes, y en sus colonias de Argelia y Egipto. Para esta última diseñó uno de los primeros proyectos estructurales conocidos que hicieran viable la unión de los mares Mediterráneo y Rojo (futuro Canal de Suez).
En 1842 el gobierno francés le encarga la proyección de los sistemas de fortificación de Alejandría. Ese mismo año participa en las expediciones del gobierno a las montañas Ruwenzori y a las fuentes del Nilo, a la vez que logra explorar el Congo Oriental.
Se cree que a través de la Compañía Británica de las Indias Orientales pudo viajar también a Siria, Palestina, Arabia e India.

## Proyectos en España

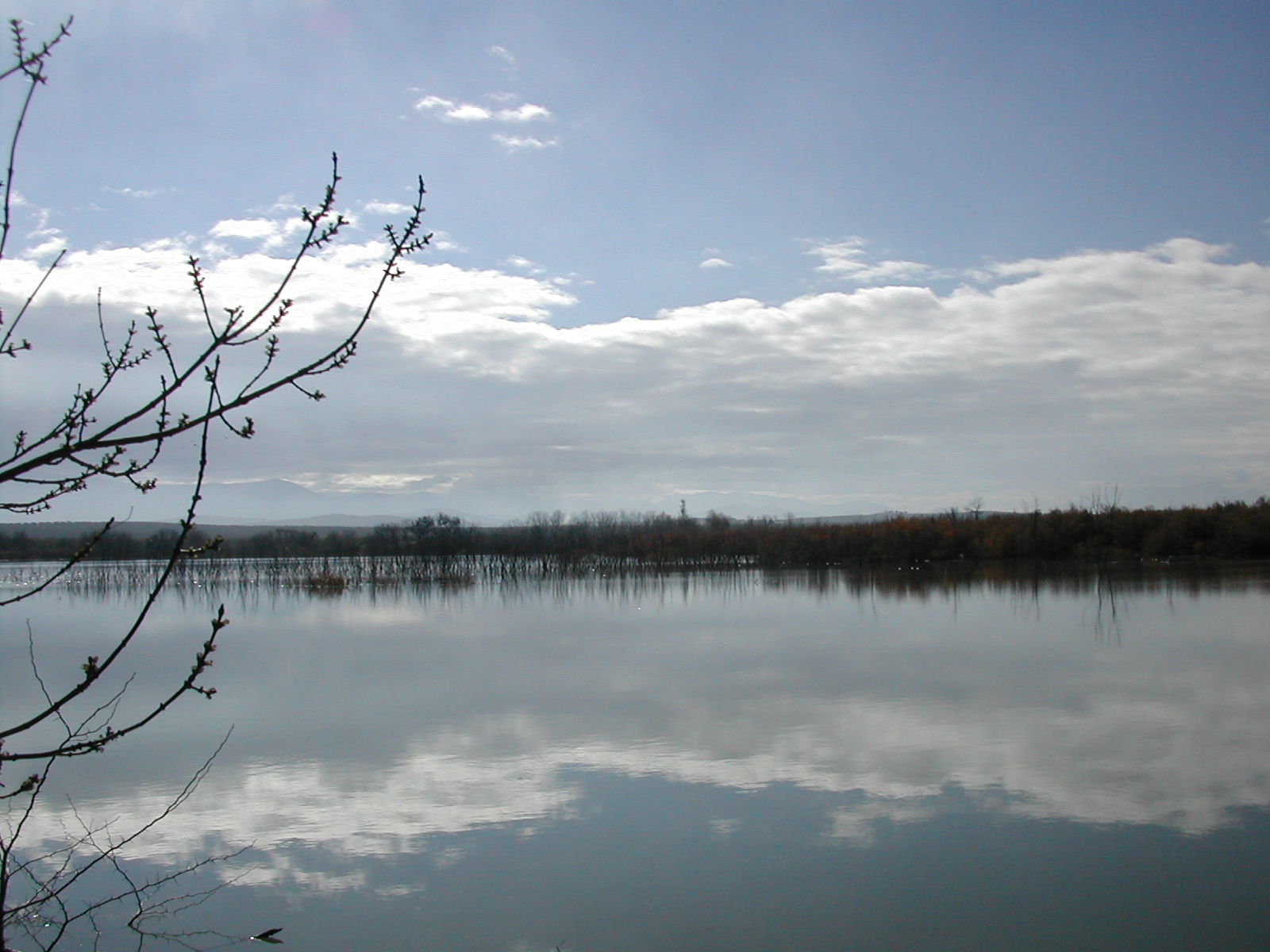
Laguna Grande en Puente del Obispo (Baeza, Jaén), vasta superficie pantanosa cuadrangular de 23 hectáreas, verdadero eje de alineación de la plantación de olivar en la Hacienda La Laguna. Está declarada Bien de Interés Cultural y, casi paradójicamente, Paraje Natural.

Llega a España en 1844, donde destacaría en la construcción de líneas de ferrocarril, siendo contratado para los trazados Madrid-Aranjuez y Valencia-Cartagena. Participaría además en el proyecto del gasómetro madrileño. Entre 1844 y 1848, año en el que abandona España, es llamado por José Manuel Collado en Baeza para trazar el diseño de ingeniería hidráulica de la Hacienda La Laguna, diseñando un gran proyecto de irrigación para 100.000 olivos y concluyendo el suministro en tan sólo 18 meses. Asimismo ordena fabricar, para el molino o almazara del citado latifundio, las prensas para molturación del aceite, así como la red de canales de abastecimiento de agua de la Hacienda. Sin embargo, su obra más emblemática en la Hacienda, fue la bodega de aceite, un edificio de influencia centroeuropea en el acabado de bóvedas y arcos, con diez depósitos de 100.000 litros de aceite cada uno, con medidores de polea invertidos.

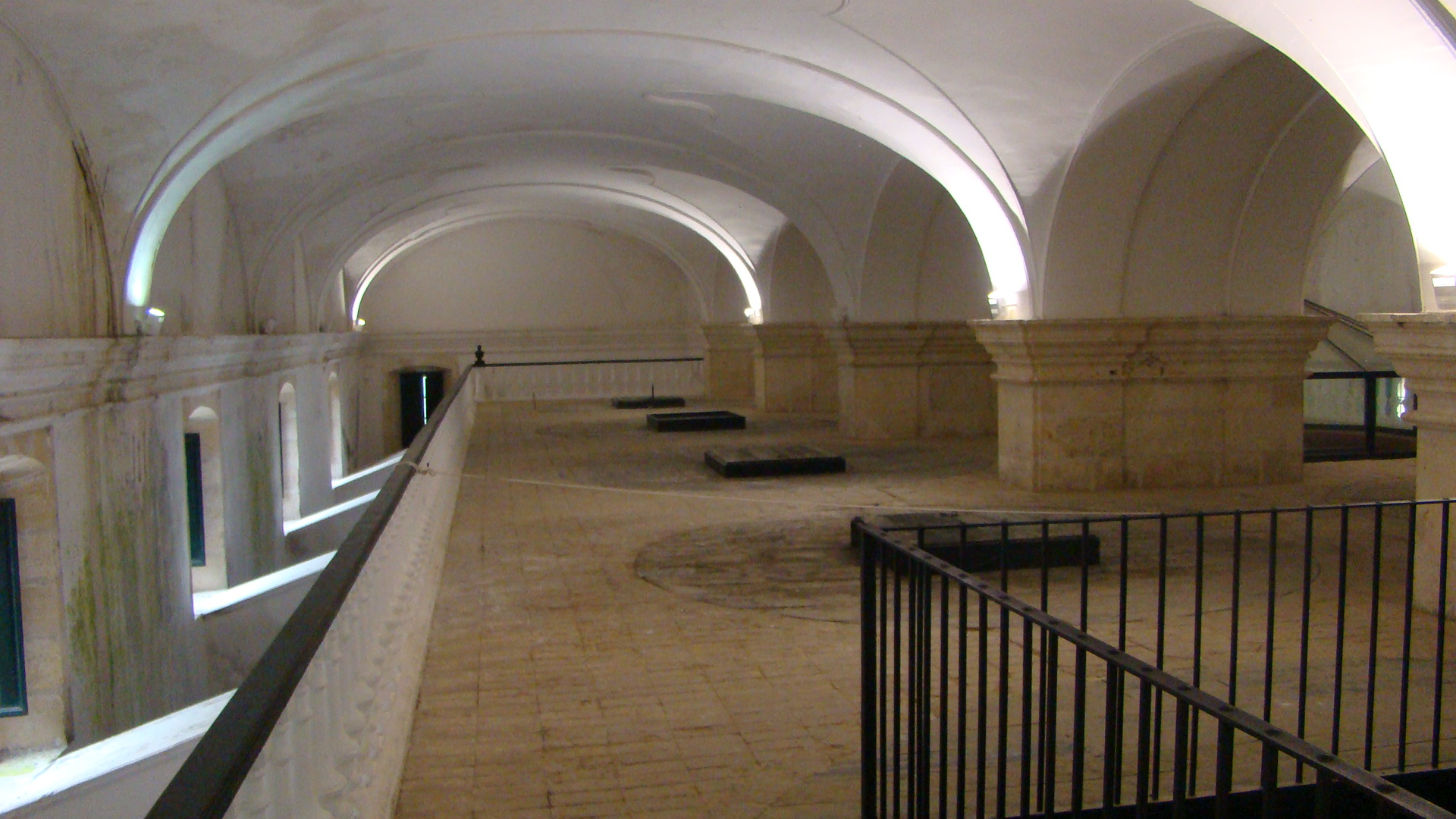
Interior de la Bodega de Aceite de la Hacienda La Laguna, en Baeza, Provincia de Jaén

En Baeza, además, redacta su conocida obra Manual de economía doméstica ("Ekonomia domowa, czyli przepisy tyczące się gospodarstwa wiejskiego i domowego", 1846), la cual sería editada en Madrid en 1848. En otro texto, Recuerdos de España del año 1848 ("Wspomnienia z Hiszpanii z roku 1848. Wyjątek z podróży", Biblioteka Warszawska, 1852), es prolijo en detalles sobre sus actuaciones y poblaciones que visitó. En su entusiasta crónica de la villa de Madrid, «una ciudad bonita, ordenada y grande», llegaría a señalar que allí «los entierros se celebran con gran suntuosidad, con el ataúd abierto y con música; incluso llevan a los niños muertos con música, con acompañamiento de guitarra y bailes», reseña, quizá caricaturesca pero que debería hacer pensar que esa España tradicional, tétrica y triste, como se decía en Europa por entonces y después, no era tal, sino alegre y desinhibida.
No obstante, en la obra anterior sobresalen numerosos capítulos, como la minuciosa descripción que realiza sobre la organización de la producción oleícola de la Hacienda La Laguna, narración que demuestra su capacidad de observación y conocimiento de las industrias para las que trabajó el ingeniero polaco:

El agua en una masa de veinte millones de pies cúbicos, almacenada en un barranco natural y cerrado por un lado por un muro, se distribuía por medio de un canal por toda la plantación, e iba hasta la casa, a una larga milla de distancia, donde construí unas cisternas refinadoras de agua para beber y para otras necesidades de la casa. El agua dirigida por otro canal mueve los molinos de aceite y una piedra de harina.

La hacienda La Laguna, quitada a los frailes después de la supresión de los conventos, adquirida por el propietario por tres millones al Gobierno, hoy con un valor de ocho millones, posee aún varios millares de olivos, a los que las leyendas locales les atribuyen la antigüedad de a. de C. Estos árboles todavía dan fruto. [...] La época de la recolección de la aceituna cae, como más tarde, alrededor de la Noche Vieja. Entonces al lugar de la recolección acuden familias enteras de las tierras vecinas, alimentándose con los productos proporcionados por el propietario. Estos suelen componerse de los frutos de la vecindad.

Los padres de familias van a lo largo de la línea de los olivos [...] Las madres con los niños y con el resto de la familia, siguiéndoles, recogen la aceituna caída al suelo en unos capachos alargados trenzados de esparto y con ellos cargan a los mulos o burros enviados desde la Hacienda. El sueldo se cuenta según el número de capachos suministrados a la Casa a costa del propietario. Los que varean los olivos, llamados varas, reciben el pago diario, aparte. La gente de la casa que trae la aceituna en los capachos, la vierte en el patio recubierto de piedra. En medio del patio se levanta un pilar alto y enorme, fabricado de ladrillo, encima del cual, trepando por una escalerilla preparada la gente vierte la aceituna de los capachos y se va apilando en un montón grande en el patio. Unos cuantos molinos, trabajando noche y día, muelen la medida adecuada de aceituna. La piedra de forma cónica movida por una mula machaca la aceituna echada sobre la tabla de piedra, hasta hacer la pulpa. La masa se transporta luego a la prensa [...] Se colocan los capachos formando una pila, es decir una columna, entre las cuatro columnas de hierro de la prensa hidráulica [...] Al lado de la prensa están dos calderas de hierro para calentar agua, con la cual se riega los lados, o sea, costados de la pila para hacer más fácil la extracción del aceite de la pulpa. El aceite exprimido mezclado con el agua, se derrama por la pila hasta llegar a una estría que circunda la base o sea el cilindro. De esta estría va a unas ollas enormemente grandes de barro que pueden contener más de doscientas libras de aceite cada una, enterradas bajo la tierra. Para que el agua se separe del aceite, junto a la gran olla (tinaja) [...] hay otra menor, y otra más. La primera se llama infierno y las otras purgatorios.

[...] Las prensas, tubos de desagüe y de conducción de agua y otros detalles de las máquinas, según el proyecto por mí preparado, los hice fundir en Sevilla, a donde viajé con este fin dos veces. Las prensas fundidas sometidas a pruebas en la fábrica, yo las aceptaba, pagaba y mandaba enviar en nuestros carros a casa a distancia de 180 millas.

[...] Aparte de las mencionadas obras hubo también otras, como la construcción adecuada de los edificios, riegos del terreno por medio de canales, etc. Inicié una compañía para canalizar el río Guadalquivir desde la sierra, para el riego de los terrenos cercanos hasta la ciudad de Córdoba. Los planes y presupuestos que preparé fueron aceptados con entusiasmo. La realización de estas grandes empresas la interrumpí en el año 1848, cuando hube de abandonar España.
Tomasz Franciszek Bartmański, Recuerdos de España del año 1848

## Producción literaria
A partir de 1851 establece su residencia en Varsovia. Destacado viajero, Franciszek Bartmański publicó gran cantidad de artículos sobre los lugares que recorrió en numerosas revistas y periódicos, así en la "Biblioteka Warszawska" (Biblioteca Varsoviana) y "Gazeta Codzienna" (Gaceta
Diaria). Sus diarios inéditos de viaje se perderían en la hoguera durante la Primera Guerra Mundial.

### Enlaces bibliográficos
- Grzegorz Bak (2002): "La imagen de España en la literatura polaca del siglo XIX: diarios, memorias, libros de viajes y otros testimonios literarios"

### Información adicional
- Biografía en Encyklopedia WIEM (polaco)

- Decreto 166/2007, de 5 de junio, por el que se declara Bien de Interés Cultural, con la categoría de Monumento, la Hacienda La Laguna de Puente del Obispo, en Baeza (Jaén)

- Datos: Q9088169